# A guardia di Sua Maestà
A guardia di Sua Maestà è un film muto italiano del 1916 diretto da Baldassarre Negroni.